# St. Nikolaus (Feldhausen)

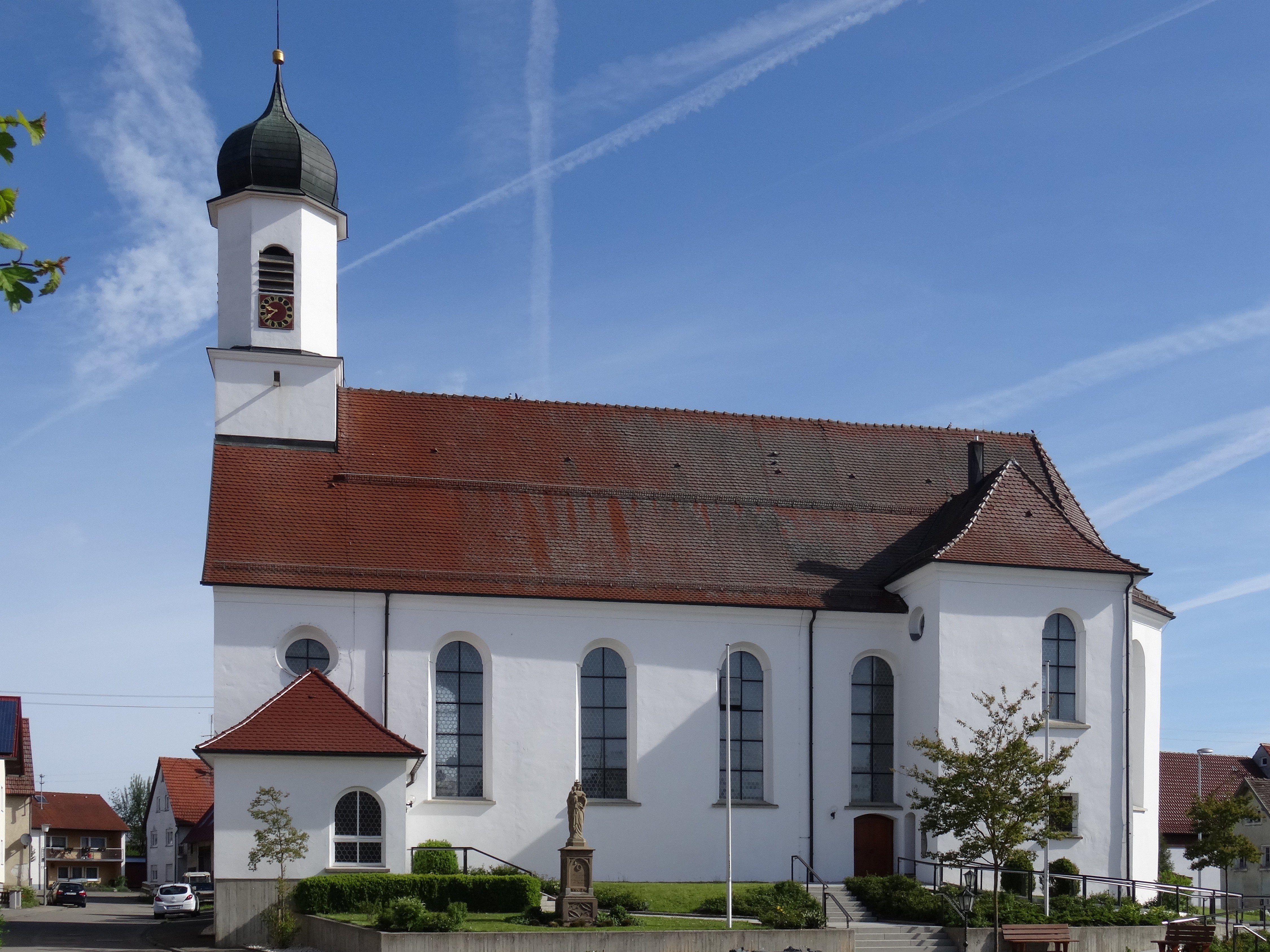
St. Nikolaus in Feldhausen

Die römisch-katholische Pfarrkirche St. Nikolaus steht in Feldhausen, einem Gemeindeteil der Kleinstadt Gammertingen im Landkreis Sigmaringen in Baden-Württemberg. Die Kirchengemeinde gehört zum Erzbistum Freiburg. Das Bauwerk ist beim Landesamt für Denkmalpflege Baden-Württemberg als Baudenkmal eingetragen.

## Beschreibung
Die Saalkirche wurde 1737–39 erbaut. Sie besteht aus einem Langhaus und einem eingezogenen, dreiseitig geschlossenen Chor im Osten. Aus dem Satteldach des Langhauses erhebt sich im Westen ein quadratischer Giebelreiter, dessen achteckiges Geschoss die Turmuhr und den Glockenstuhl beherbergt, und der mit einer Zwiebelhaube bedeckt ist. Die Kirchenausstattung ist einheitlich barock. Auf dem nördlichen Seitenaltar steht eine von Michel Erhart gebaute Statue. Die Orgel wurde 1977 als Opus 26 von Winfried Albiez gebaut.